# Cnaeus Domitius Ahenobarbus (Kr. e. 81)
Cnaeus Domitius Ahenobarbus (? – Utica, Kr. e. 81) római politikus, hadvezér, az előkelő, plebeius származású Domitia gens Ahenobarbus-ágához tartozott. Édesapja, szintén Cnaeus, Kr. e. 96-ban consul volt.
Életéről nem sokat tudunk. Felesége Cornelia volt, Lucius Cornelius Cinna lánya, ami nyilvánvalóvá teszi, hogy Marius és Sulla polgárháborújában az előbbi oldalán állt. Amikor Kr. e. 82-ben Sulla magához ragadta a teljhatalmat, Ahenobarbust proscribálták, és számos hasonló helyzetű arisztokratával együtt Afrikába menekült. Hiarbas numidiai király segítségével sereget gyűjtött, ám Utica mellett az ifjú Cnaeus Pompeius megsemmisítő győzelmet mért rá. Egyes források szerint a táborának lerohanásakor halt meg, mások szerint Pompeius parancsolta meg kivégzését a csata után.